# Bandera de l'illa de l'Ascensió
La bandera de l'illa de l'Ascensió, està formada pel pavelló blau britànic (blue ensign) i l'escut d'armes de l'illa. Aquesta fou adoptada l'11 de maig de 2013 pel govern de l'illa. L'illa forma part del Territori Britànic d'Ultramar de Santa Helena, Ascensió i Tristan da Cunha.
L'escut, concedit l'agost de 2012, reuneix figures d'espècies destacades de la flora i la fauna de l'illa amb elements que al·ludeixen a la seva situació en mig de l'oceà Atlàntic. Aquest està format per un escut central, d'estil francès antic, en el qual hi ha una alternança de tres bandes blanques i blaves ondulades. També representa tres xatracs i un xebró verd. Per cimera porta un casc decorat amb un llambrequí bicolor (verd i blanc) i separades per una vora tricolor (verd, blanc i blau) d’un vaixell de tres pals. Aquest últim té com a fons un triangle verd en representació de la Green Mountain. Com a suport hi ha dues tortugues verdes.

## Història
Anteriorment a la bandera actual, l'illa utilitzava la bandera del Regne Unit amb finalitats oficials. En la reunió del 3 de març de 2009, el Consell de l'illa de l'Ascensió va discutir la idea d'una nova bandera i va acordar desenvolupar una bandera única per a l'illa en consulta amb l'Oficina d'Afers Exteriors i de la Mancomunitat. Els membres també van suggerir que es podria celebrar una competició pública per determinar el disseny de la nova bandera.